# Stowe House

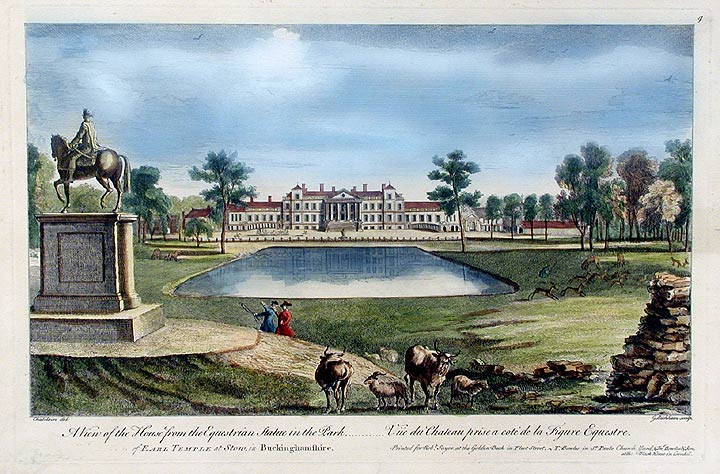
Stow House (noordzijde) in 1750

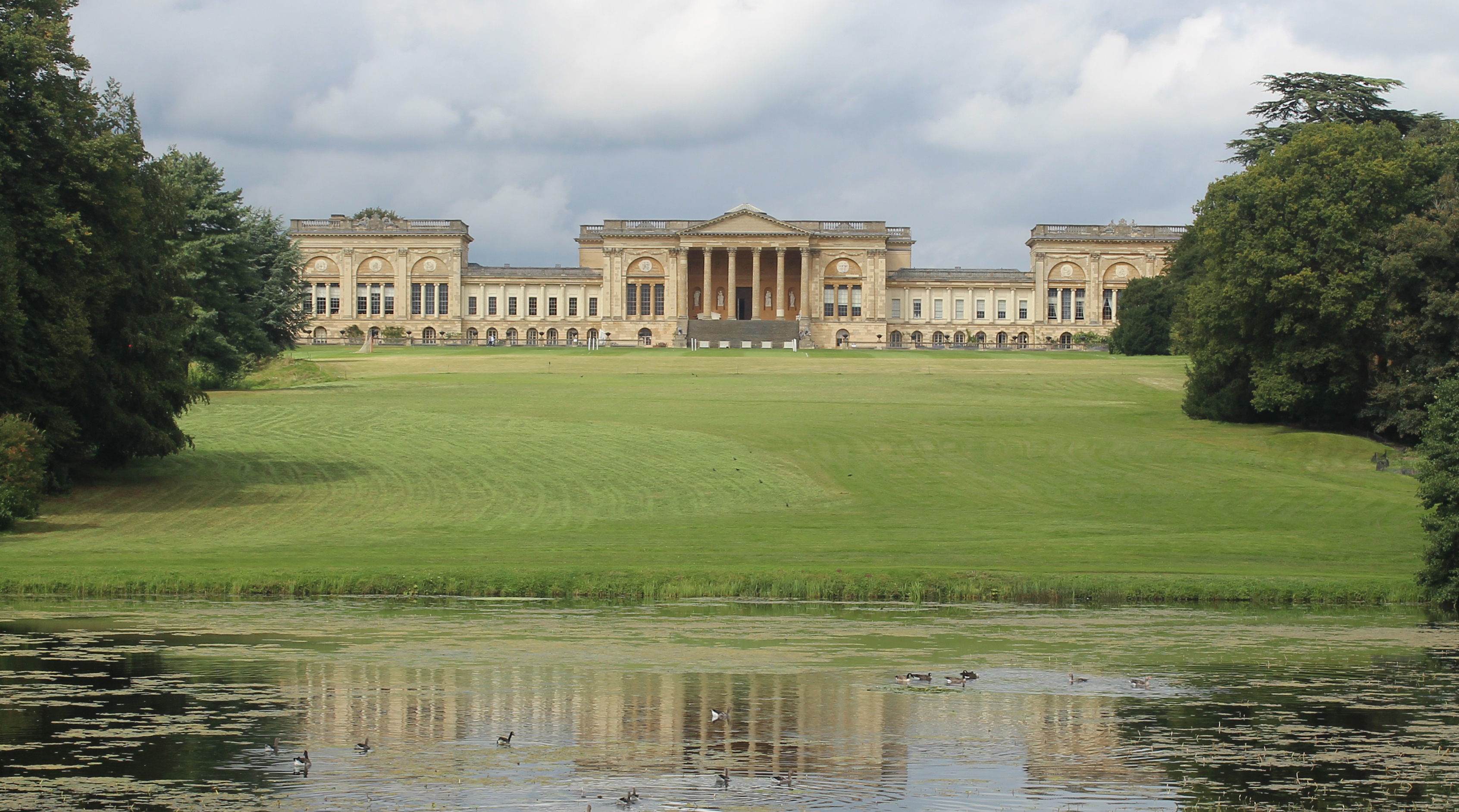
Stowe House vanuit het zuiden

Stowe House is een historisch landgoed in Stowe, ten noordoosten van Oxford in het Engelse Buckinghamshire.
De aanleg werd aangevat rond 1676 door de familie Temple-Grenville op landerijen die ze sinds 1571 inbezit hadden. Meerdere bekende architecten werkten mee aan het project, waaronder: John Vanbrugh, William Kent, Capability Brown, James Gibbs, Robert Adam, John Soane en Thomas Pitt. Het goed omvat een 279 meter lang hoofdgebouw en talrijke bijgebouwen. Het ligt in de Stowe Gardens een park van 26 hectare (oorspronkelijk 2000 ha) en omvat 40 follies.
Sinds 1924 bevindt zich Stowe School, een gerenommeerde Britse "Public school" in het hoofdgebouw. De omgeving is sinds 1989 eigendom van de National Trust. De tuin geldt als modelvoorbeeld van de Engelse landschapsarchitectuur in de 18e eeuw.